# 2518 Rutllant
Rutllant (asteróide 2518) é um asteróide da cintura principal, a 1,912145 UA. Possui uma excentricidade de 0,1718379 e um período orbital de 1 281,46 dias (3,51 anos).
Rutllant tem uma velocidade orbital média de 19,60153178 km/s e uma inclinação de 5,91696º.
Esse asteróide foi descoberto em 22 de Março de 1974 por Carlos Torres.